# Kancsóka
A kancsóka vagy kancsóvirág (Nepenthes) (görög: né- tagadó előtag, penthos = bánat, szomorúság) a szegfűvirágúak (Caryophyllales) rendjébe tartozó kancsókafélék (Nepenthaceae) családjának egyetlen nemzetsége. Körülbelül 100 faj tartozik ide, köztük számos természetes és számos termesztett hibrid faj.
Trópusi indás fajok, Dél-Kínában, Indonéziában, Malajziában, és a Fülöp-szigeteken honosak. A legnagyobb sokféleségben Borneó és Szumátra szigetén fordulnak elő. Húsevő növények, a „kancsóka” nevet a rovarfogás céljára kancsó alakúvá módosult leveléről kapta.
A kancsókák két alapvető típusa különböztethető meg élőhely szerint, az alföldi kancsókák, és a felföldi vagy hegyi kancsókák. Az előbbiek nagyjából 1000 méter tszf. alatt élnek, míg utóbbiak e felett. Az alföldi fajok melegigényesek, míg a felföldieknek szükségük van az éjszakai lehűlésre.

## További információk

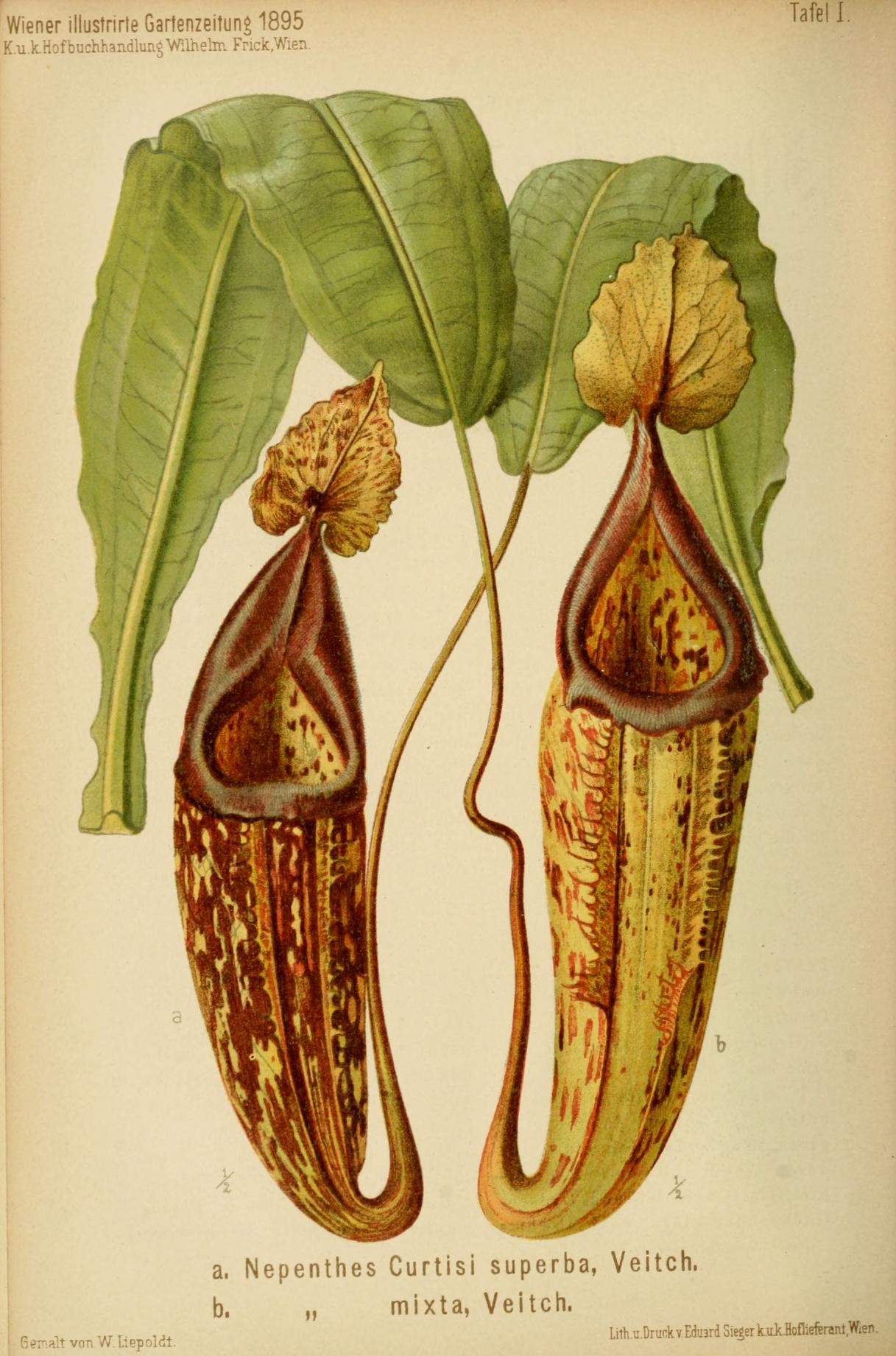

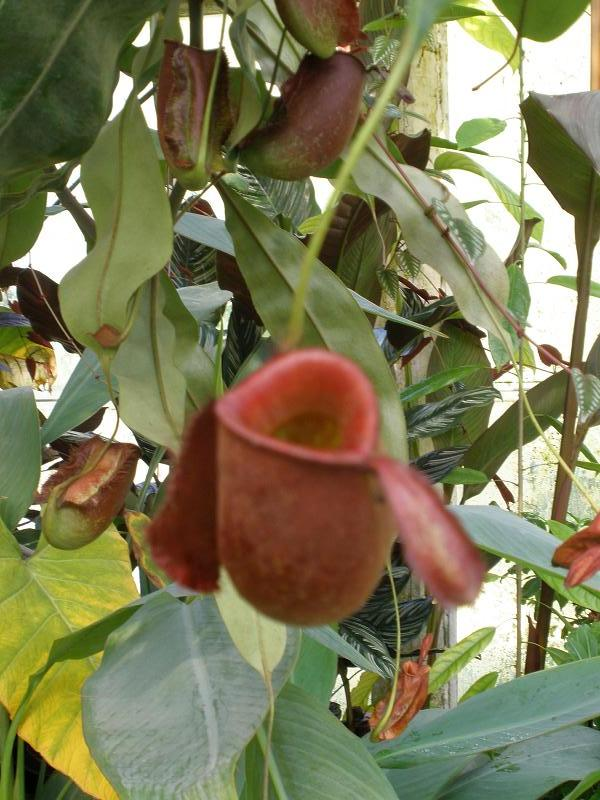
Nepenthes ampullaria a Kewban